# Gabriel Asaad
Gabriel Asaad (syriska: ܓܒܪܐܝܠ ܐܣܥܕ) född 18 mars 1907 i Midyat, död 6 juli 1997 i Stockholm, var en svensk-assyrisk komponist och musiker. Bland det klassiska i Gabriel Asaads sånger finns Ho Donho Shemsho (ܗܐ ܕܢܚܐ ܫܡܫܐ Solen Skiner), Motho Rhimto (ܡܬܐ ܪܚܝܡܬܐ Älskade Nationen) och Moth Beth-Nahrin (ܡܬܝ ܒܝܬܢܗܪܝܢ Mesopotamia Min Nation). Gabriel Asaad var pionjär för assyrisk musik och komponerade den första assyriska sången på det syriska språket i modern tid, Othuroye Ho Mtoth Elfan l-Metba 1926 (ܐܬܘܪܝܶܐ ܗܐ ܡܛܬ ܐܠܦܢ ܠܡܛܒܥ Vårt skepp är på väg att sjunka).